# Письмо семнадцати
ВАТАНДАШЛАР! Мы, коммунисты и беспартийные, представители научно-технической и производственной  интеллигенции,  работники  культуры, искусства обращаемся к вам с призывом:  не слушайте разного рода аферистов и провокаторов, которые толкают вас на пагубный путь, уговаривая, не считаясь с реальными условиями, переселиться в Крым. Разоблачайте подстрекателей, которые пытаются внести раскол в ставшей нерушимой дружбу между татарами и узбеками, всеми национальностями Узбекской Республики.  Не давайте денег для замышляемых ими  провокаций.
Крымскотатарская народная интеллигенция всегда была с  народом и никогда не поворачивалась спиной к нему.  И, когда наш народ попал 24 года назад в беду, мы, как говорится, телом и душой были вместе с народом.  Мы любили и любим свой народ,  потому что он нас породил,  он нас вынянчил, он нас вырастил и воспитал.
Горячая любовь  к нашему народу,  которая горит в наших сердцах, заставляет нас со всей серьезностью и озабоченностью  предостеречь от возможного ложного шага,  который может принести нашему народу огромные бедствия и страдания.
Письмо семнадцати (крымскотат. Он едиликнинъ мектюби, On yedilikniñ mektübi) — открытое письмо газете «Ленин байрагъы» (ныне «Янъы дюнья»), написанное в марте 1968 года.

## Содержание
Письмо было написано в марте 1968 от лица крымскотатарской интеллигенции, его подписали 17 человек. В нём осуждалось стремление к праву на возвращение среди представителей изгнанной крымскотатарской общины, поскольку авторы письма заявляли, что несмотря на проживание на чужбине, а именно, в Узбекской ССР и ряде других союзных республик Центральной Азии, сам крымскотатарский народ какого-либо дискомфорта не испытывает. По их словам, с первых дней выселенные в 1944 году крымские татары встретили тёплое отношение со стороны местного населения. Представители интеллигенции заявляли, что тем, кто пытается вернуться в Крым, всё же придётся смириться с обстоятельствами и жить спокойно в Средней Азии. В письме упоминался Указ № 493 «О гражданах татарской национальности, проживавших в Крыму», в котором национальный вопрос касательно крымских татар якобы был решён, несмотря на то что ряд представителей крымских татар считали его «обманом», во многом потому, что он не предусматривал возвращение их на историческую родину, а также обозначал «крымских татар» как «граждан татарской национальности». В завершении письма говорилось, что возвращение на родину в Крым нереально и от него стоит отказаться в пользу предполагаемого большего блага для народа.

Показательно, что первоначально активисты крымскотатарского движения не верили в возможность появления такого обращения из своей среды. Историк Михаил Губогло, отмечает: 
Спустя 13 лет редакция газеты “ Авдет“ опубликовала датированное 1968 годом печально-известное "письмо семнадцати", уже не ставя под сомнение подлинность ни одной из 17-ти подписей авторов этого письма. Все эти люди, действительно, существовали, и вникая сегодня в патетику этого письма (мы полностью публикуем его во 2 томе), в его своеобразную аргументацию, в ту яростную атаку, какая предпринята в нем на "отщепенцев", "подстрекателей", "самозванцев", "авантюристов" зовущих народ к возвращению в Крым, мы глубже понимаем как сложна была судьба крымскотатарского национального движения встретившего организованное и тонко срежиссированное сопротивление изнутри этнической среды.
До настоящего времени неизвестно, действовали ли подписанты под принуждением или по доброй воле. Выдвигается предположение, что они были введены в заблуждение.

## Критика
Данное письмо вызвало резкую критику со стороны остальных интеллигентов и правозащитников крымскотатарского народа
. Так, известный правозащитник и один из лидеров крымских татар Юрий Османов обвинил авторов письма в предательстве интересов крымскотатарского народа, а в выпуске газеты «Авдет» за 15 марта 1991 года он прикрепил это письмо как предостережение своим читателям, большая часть из которых была представителями крымскотатарского народа, от предательства своего народа в непростые времена.

Комментарий к письму: 
Опубликовано в газете ”Авдет", 1991, 15 марта с кратким сопроводительным комментарием редакции о необходимости знать те документы прошлого, когда “животные страх и оцепенение перед власть придержащими” толкали людей на предательство интересов своего народа.

## Список подписавших письмо
1. Измаилов Сеит Асан — член КПСС с 1926 г., бывший журналист, персональный пенсионер.
2. Таиров Сеит Меметович — первый секретарь Аккурганского РК партии, член ЦК КП Узбекистана, депутат Верховного Совета УзССР.
3. Чолаков Мустафа — кандидат в члены ЦК КП Узбекистана, заслуженный агроном УзССР, директор совхоза «Дальверзин-1».
4. Чачи Мустафа — управляющий 5-м отделением совхоза «5-летие УзССР», Герой Социалистического труда, депутат Верховного Совета СССР, Заслуженный хлопкороб УзССР.
5. Атаманов Шевкет — управляющий отделением N 2 хлопкосовхоза «Аккурган», депутат Ташкентского облсовета, заслуженный хлопкороб УзССР, член КПСС.
6. Альчикова Анифе — зав. агропроизводственного участка 2-го отделения совхоза «5-летие УзССР», Заслуженный хлопкороб УзССР, орденоносец.
7. Аппазов Абдураим — член КПСС с 1940 г., член бюро Ферганского горкома партии, зам.пред. Ферганского горисполкома.
8. Аблякимов Ягъя — член КПСС с 1940 г., инструктор Ферганского обкома партии.
9. Аппазов Либан — член КПСС, начальник строительного управления N 5 стройтреста N8 г. Ферганы, член горкома КП Узбекистана.
10. Мустафаев Ахтем — член КПСС с 1939 г., доцент, зав. кафедрой Андижанского госпединститута иностранных языков.
11. Саметдинов Курт — член КПСС с 1926 г., юристконсульт Андижанского областного управления бытового обслуживания.
12. Меметов Риза — член КПСС, старший преподаватель Андижанского института хлопководства.
13. Асанов Гульвер — член КПСС, старший техник-архитектор Андижанского горисполкома.
14. Кадыров Шевкет — член КПСС с 1961 г., главный инженер Андижанского хлопкозавода N 1.
15. Ковалева Мерьем — член КПСС с 1965 г., зам. директора Андижанской средней школы N30.
16. Азизов Иса — член ВЛКСМ, начальник отдела Андижанского таксомоторного парка.
17. Молочников Мемет — член КПСС, бывший комиссар партизанского отряда, зам. начальника отдела Самаркандского завода «Красный двигатель»[4].